# Edgar W. Hiestand

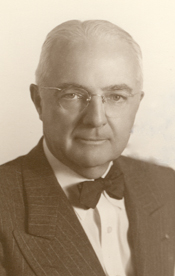
Edgar W. Hiestand

Edgar Willard Hiestand (* 3. Dezember 1888 in Chicago, Illinois; † 19. August 1970 in Pasadena, Kalifornien) war ein US-amerikanischer Politiker. Zwischen 1953 und 1963 vertrat er den Bundesstaat Kalifornien im US-Repräsentantenhaus.

## Werdegang
Edgar Hiestand besuchte die öffentlichen Schulen seiner Heimat und danach bis 1910 das Dartmouth College in Hanover (New Hampshire). Zwischen 1912 und 1931 war er in Kalifornien im Handel tätig. Während des Ersten Weltkrieges arbeitete er als Zivilist in den Jahren 1917 und 1918 für die War Plans Division im Generalstab der US Army. Danach war er im kalifornischen San Marino Mitglied im dortigen Bildungsausschuss. Von 1931 bis 1949 fungierte Hiestand als Geschäftsführer eines großen Versandhauses. Gleichzeitig schlug er als Mitglied der Republikanischen Partei eine politische Laufbahn ein.
Bei den Kongresswahlen des Jahres 1952 wurde Hiestand im 21. Wahlbezirk von Kalifornien in das US-Repräsentantenhaus in Washington, D.C. gewählt, wo er am 3. Januar 1953 die Nachfolge von Harry R. Sheppard antrat. Nach vier Wiederwahlen konnte er bis zum 3. Januar 1963 fünf Legislaturperioden im Kongress absolvieren. Diese waren von den Ereignissen des Kalten Krieges und der Bürgerrechtsbewegung geprägt. Edgar Hiestand saß im Ausschuss für Bildung und Arbeit und war einer der Berater in Fragen des Arbeitsrechts von Präsident Dwight D. Eisenhower.
Im Jahr 1962 unterlag Hiestand dem Demokraten Augustus F. Hawkins. Auch nach dem Ende seiner Zeit im US-Repräsentantenhaus blieb er politisch aktiv. Er engagierte sich in der konservativen John Birch Society und verfolgte den weiteren Weg seiner Republikanischen Partei. Edgar Hiestand starb am 19. August 1970 in Pasadena.